# 阿齐兹·阿利耶夫
阿齐兹·马梅德克里木奥卢·阿利耶夫（俄语：Азиз Мамед Керим оглы Алиев，1897年1月1日—1962年7月27日）阿塞拜疆人，苏联党和国家领导人，医学博士。曾任阿塞拜疆苏维埃社会主义共和国卫生人民委员，联共（布）达吉斯坦苏维埃社会主义自治共和国党委第一书记、阿塞拜疆最高苏维埃主席，阿塞拜疆科学院骨科和外科研究所所长，医疗改革研究所所长等职。

## 生平
- 1897年1月1日出生于沙俄埃里温省埃里温地区阿马米利村（现亚美尼亚斯皮塔克）的一个商人家庭。
- 1917年9月-1918年5月，圣彼得堡基洛夫军事医学院学习。期间，1918年2月-5月，彼得格勒卫生大队卫生员。
- 1918年9月-1920年5月，纳希切万沙赫塔赫蒂村医生助理。
- 1920年9月-1921年8月，波斯Erebler村医生助理。
- 1921年12月-1923年5月，纳希切万沙赫塔赫蒂村医生助理。
- 1923年6月-9月，阿塞拜疆苏维埃社会主义共和国人民委员会办公室工作。
- 1923年9月-1927年6月，阿塞拜疆医科大学学习。1926年加入联共（布）。
- 1927年9月-1929年12月，阿塞拜疆医科大学附属医院医生。期间，1928年10月-1929年6月，阿塞拜疆苏维埃社会主义共和国人民保健委员部医疗部主任。7月-12月，阿塞拜疆苏维埃社会主义共和国卫生副人民委员兼阿塞拜疆医学研究所所长。
- 1929年12月-1930年10月，阿塞拜疆医学研究所所长。期间，1929年12月-1930年10月，阿塞拜疆医学研究所药学系实验室助理。
- 1930年2月-1931年4月，阿塞拜疆医学研究所研究生院学习。
- 1931年4月-1937年12月，阿塞拜疆医学研究所病理学系助理研究员。

期间：
1931年10月-1932年5月，阿塞拜疆医学研究所研究生院学习。

1932年6月-1934年8月，阿塞拜疆医学研究所所长。

1934年4月-1935年1月，巴库市卫生局局长。
- 1935年1月-1938年7月，阿塞拜疆医学研究所所长。期间，1937年1月-4月，阿塞拜疆国立大学校长。
- 1937年12月-1939年9月，阿塞拜疆医学研究所治疗系副教授。1938年获得医学博士学位。
- 1938年7月-1940年5月，阿塞拜疆苏维埃社会主义共和国最高苏维埃主席团书记。
- 1939年9月-1941年3月，阿塞拜疆苏维埃社会主义共和国卫生人民委员。
- 1941年4月-1944年3月，阿塞拜疆苏维埃社会主义共和国最高苏维埃主席。期间，1941年4月-1942年9月，阿塞拜疆共产党（布）中央第三书记，红军第47集团军军事委员会委员（驻伊朗大不里士）。
- 1942年9月-1948年12月，联共（布）达吉斯坦自治苏维埃社会主义共和国党委第一书记。
- 1949年-1950年，联共（布）中央党校培训班学习。
- 1950年1月-2月，联共（布）中央巡视员。
- 1950年2月-1951年9月，阿塞拜疆苏维埃社会主义共和国部长会议第一副主席。
- 1951年9月-1952年11月，阿塞拜疆苏维埃社会主义共和国科学院外科与骨科研究所所长。
- 1952年11月-1954年3月，巴库市第3临床医院担任主任医师。
- 1954年3月-1959年，阿塞拜疆苏维埃社会主义共和国科学院再生外科与骨科研究所所长。
- 1959年10月-1962年7月，阿塞拜疆医疗改革研究院院长。
- 1962年7月27日于巴库逝世，享年65岁。葬于巴库荣誉谷。

阿利耶夫是第1，3届苏联最高苏维埃民族院代表，第2届最高苏维埃联盟院代表，第1-3届阿塞拜疆苏维埃社会主义共和国最高苏维埃代表。

## 荣誉
- 两次列宁勋章
- 一级卫国战争勋章、
- 劳动红旗勋章
- 阿塞拜疆苏维埃社会主义共和国荣誉医学工作者奖章

## 功绩
在阿齐兹·阿利耶夫的领导下，几十种医学教科书被翻译成阿塞拜疆语。阿齐兹·阿利耶夫在每本书的出版中都发挥了非凡的作用。阿齐兹·阿利耶夫设法在短时间内将最重要的医学书籍翻译成阿塞拜疆语，以方便阿塞拜疆的医学教育。1930-1945年，阿塞拜疆国立医学研究所员工出版了80本教科书和教科书。其中55种在阿齐兹·阿利耶夫领导研究所期间完成。

## 纪念
阿塞拜疆国家医学院的中央街道，巴库、纳希切万和马哈奇卡拉的一些街道都以阿齐兹·阿利耶夫的名字命名。

## 家庭
儿子：
- 贾米尔（1946年出生，苏联、阿塞拜疆肿瘤专家，医学博士）
- 铁穆尔

女儿：
- 扎里法·阿利耶娃
- 古拉尔